# Cruls-Inseln
Die Cruls-Inseln (französisch Îles Cruls) sind eine Gruppe kleiner Inseln im südlichen Wilhelm-Archipel westlich der Antarktischen Halbinsel. Sie liegen 1,5 km westlich der Roca-Inseln.
Die Inseln wurden bei der Belgica-Expedition (1897–1899) unter der Leitung des belgischen Polarforschers Adrien de Gerlache de Gomery entdeckt. Dieser benannte sie nach dem aus Belgien stammenden brasilianischen Astronomen Luís Cruls (1848–1908).